# 锦鸡属
锦鸡属（学名：Chrysolophus），通称为锦鸡，在鸟类分类学中雉科的一属。一共包括两种：红腹锦鸡和白腹锦鸡，都产于中国。目前在全世界范围内都有养殖。
锦鸡的雄鸟羽毛颜色五彩缤纷，十分艳丽，主要生活在茂密的针叶林中，野外非常难观察到。主要以谷物、树叶和无脊椎动物为食，夜晚在林间筑巢栖息。锦鸡以奔跑为主，在受惊的状态下可以达到比较高的速度。